# Tire-au-flanc (pièce de théâtre)
Pour les articles homonymes, voir Tire-au-flanc.
Tire-au-flanc est un vaudeville en trois actes d'André Sylvane et André Mouëzy-Éon représenté pour la première fois au Théâtre Déjazet en 1904. Cette comédie a été adaptée cinq fois au cinéma entre 1912 et 1961.

## Historique
La pièce est créée le 10 novembre 1904 au Théâtre Déjazet. Elle connaît immédiatement un grand succès, si bien qu'elle y est jouée 1026 fois consécutives, puis reprise régulièrement pour atteindre 2899 représentations en 1926. Une première adaptation cinématographie est réalisée en 1912 par Georges Lordier en accord avec auteurs André Sylvane et André Mouëzy-Éon. À la sortie du film, le directeur du Déjazet, Georges Rolle, assigne en justice Sylvane, Mouëzy-Éon, Lordier et sa société de production pour en interdire la projection en arguant du fait que le film reprend l'argument de la pièce et utilise les comédiens de son théâtre où la pièce est toujours à l'affiche.; si son action est reconnue admissible, le tribunal estime qu'il n'y a pas lieu d'interdire le film.
La deuxième adaptation à l'écran est celle de Jean Renoir en 1928 avec Michel Simon dans le rôle du trublion Joseph Turlot ; cette version est considérée comme « l'un des films les plus drôles de Renoir ».
La troisième adaptation, réalisée en 1933 par Henry Wulschleger est la première version parlante. Elle emploie dans le rôle du caporal Bourrache l'acteur comique Bach.
La quatrième adaptation, réalisée en 1950 par Fernand Rivers reste fidèle au synopsis de la pièce, tandis que la cinquième, réalisée par François Truffaut en 1962 sous le titre Tire-au-flanc 62 en reprend les grandes lignes en changeant les noms des personnages, car elle se termine par la représentation sur scène de la pièce originale de Sylvane et Mouëzy-Éon lors d'une journée portes ouvertes à la caserne.

## Distribution

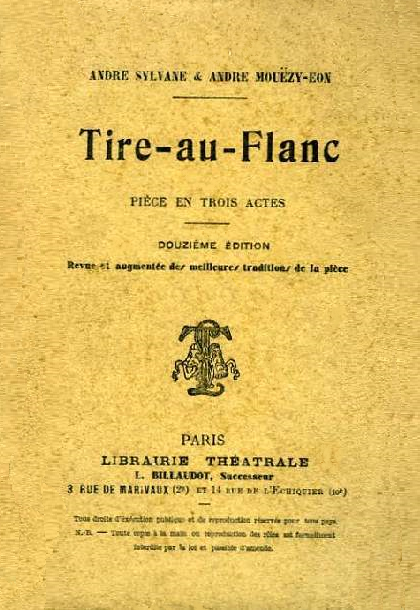
Réédition de 1935.

Distribution des rôles à la création de la pièce en 1904. Lors des multiples reprises, de nombreux comédiens se sont succédé, échangeant même parfois leurs rôles.
- Jean Dubois d'Ombelles : Ernest Philippon
- Joseph Turlot : Armand Morins
- Le colonel Brochard : Max Charlier
- Le caporal Bourrache : Robert Hasti
- Le lieutenant Daumel : Max André
- Georgette : Luce Colas
- Solange : Blanche Soris
- Madame Blandin d'Ombelles : Berthe Berty
- Lily : Mlle Oviès
- Mme Fléchois : Mme Horel
- Soldat Muflot : Bénédict
- Soldat Mouillard : Vildor
- Soldat Trimballe : Keller
- Soldat Lebahutec : Barnières
- Le sergent-major : Aubry
- Le sergent : Lemmery